# Lipka (Horní Bradlo)
Lipka je malá vesnice a část obce Horní Bradlo v okrese Chrudim.

## Historie
První písemná zmínka o vesnici pochází z roku 1303.

## Pamětihodnosti
- Nachází se zde bývala tvrz Lipka, kterou v 16. století přestavěl Jan Kustoš na barokní zámek. Objekt je v soukromém vlastnictví. Nový majitel od roku 2015 zámek postupně opravuje a na přilehlých pozemcích hospodaří.
- Nedaleko bývalé tvrze se nachází hrobka pánů Kustošů z Lipky, kteří podporovali české bratry. U hrobky se nachází přes 600 let stará lípa s obvodem kmene 905 cm. V obci se zachovala část českobratrského hřbitova.
- Lípa v Lipce

## Osobnosti
Ve vesnici se narodil psychiatr a básník Jan Bohumil Ceyp z Peclinovce (1835–1879).

## Fotografie

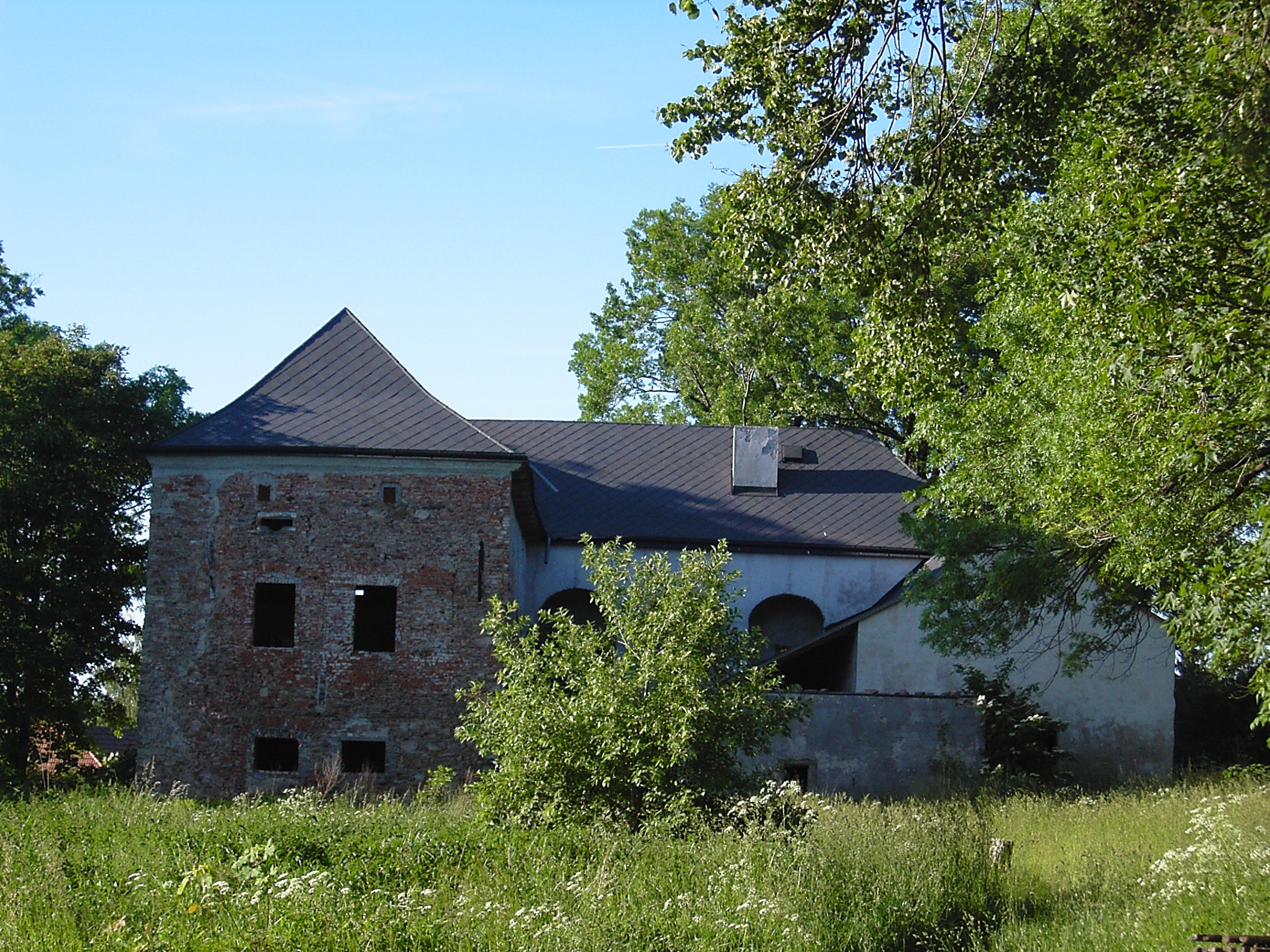
Tvrz
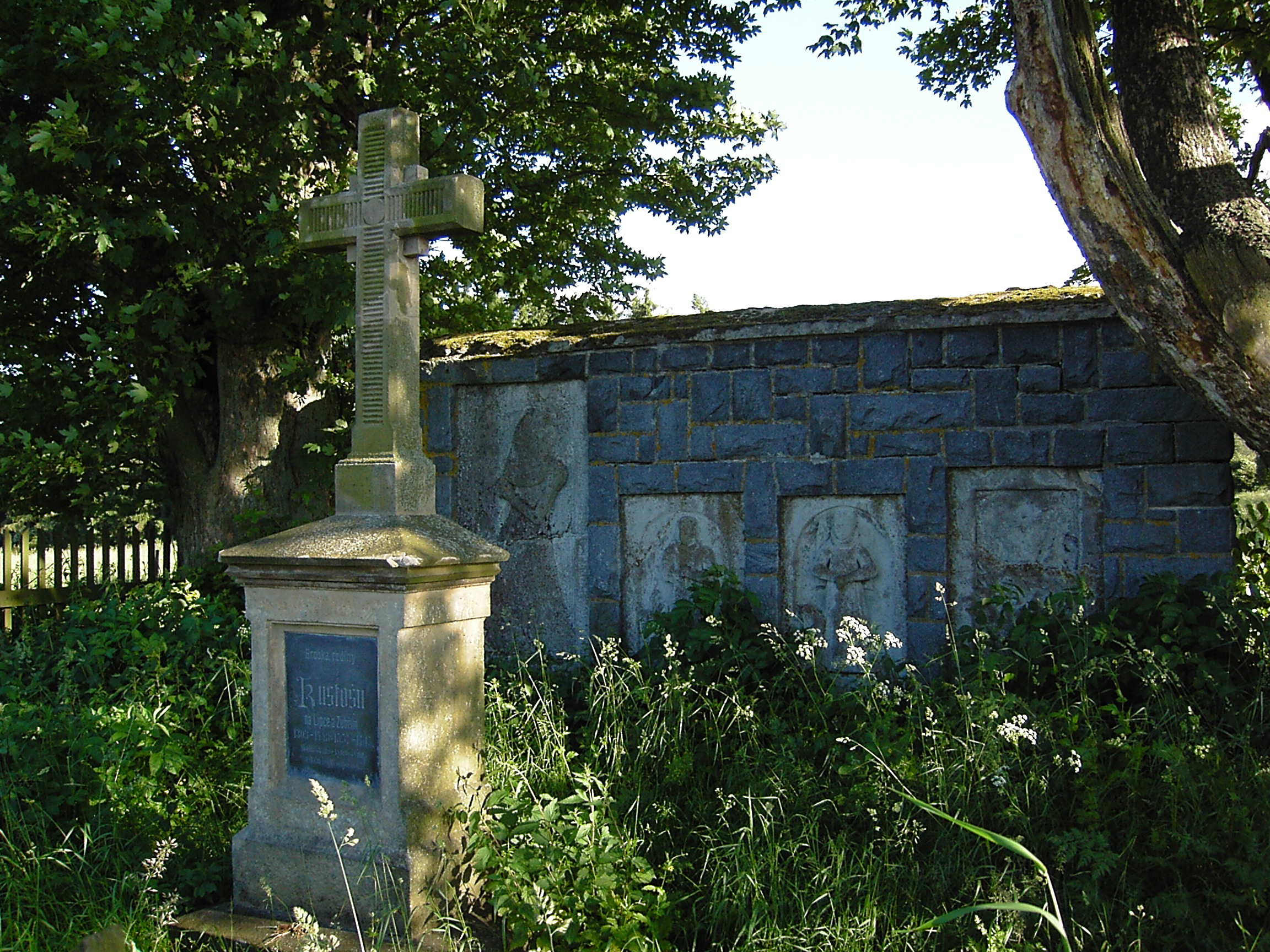
Hrobka Kustošů
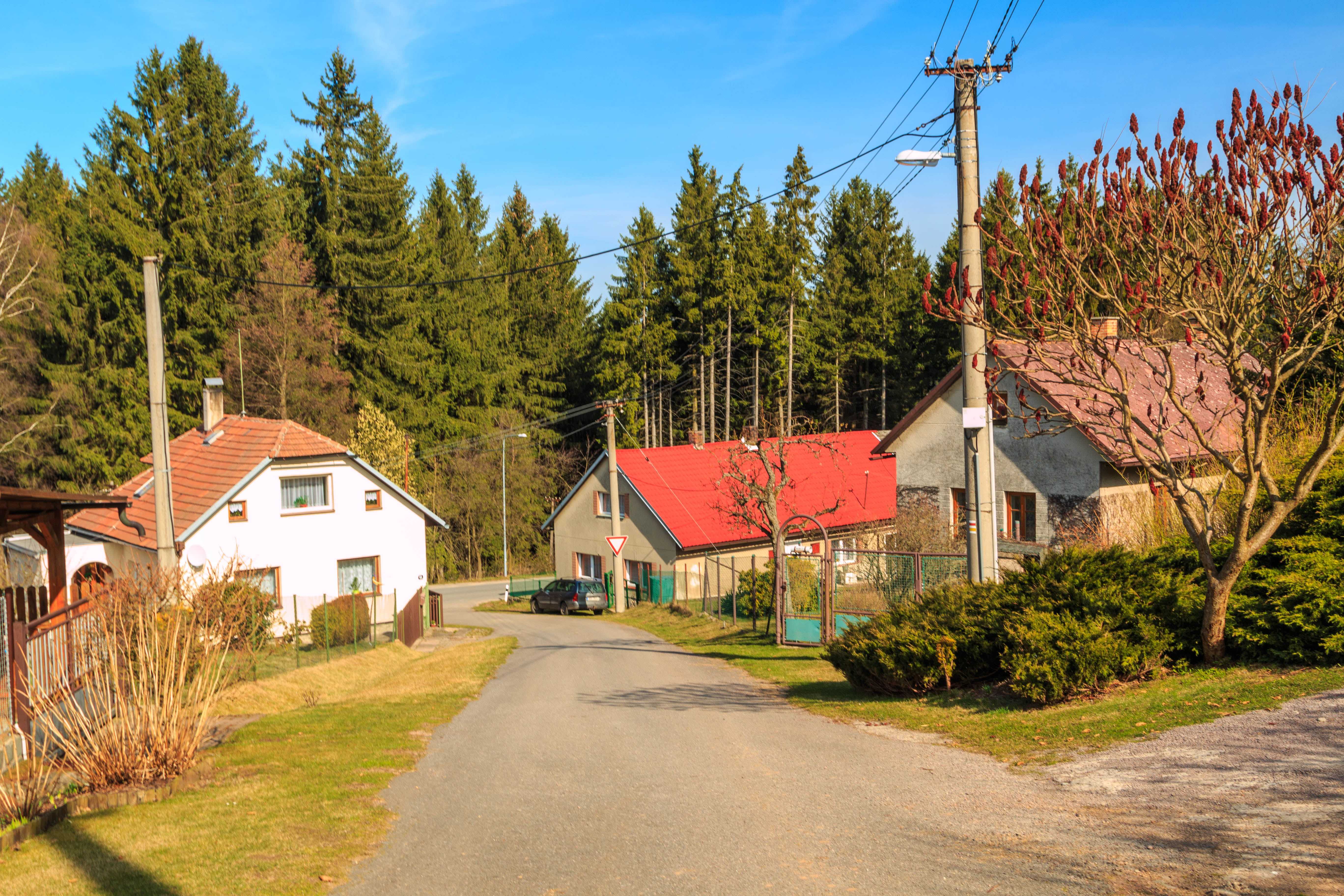
Dům čp. 13
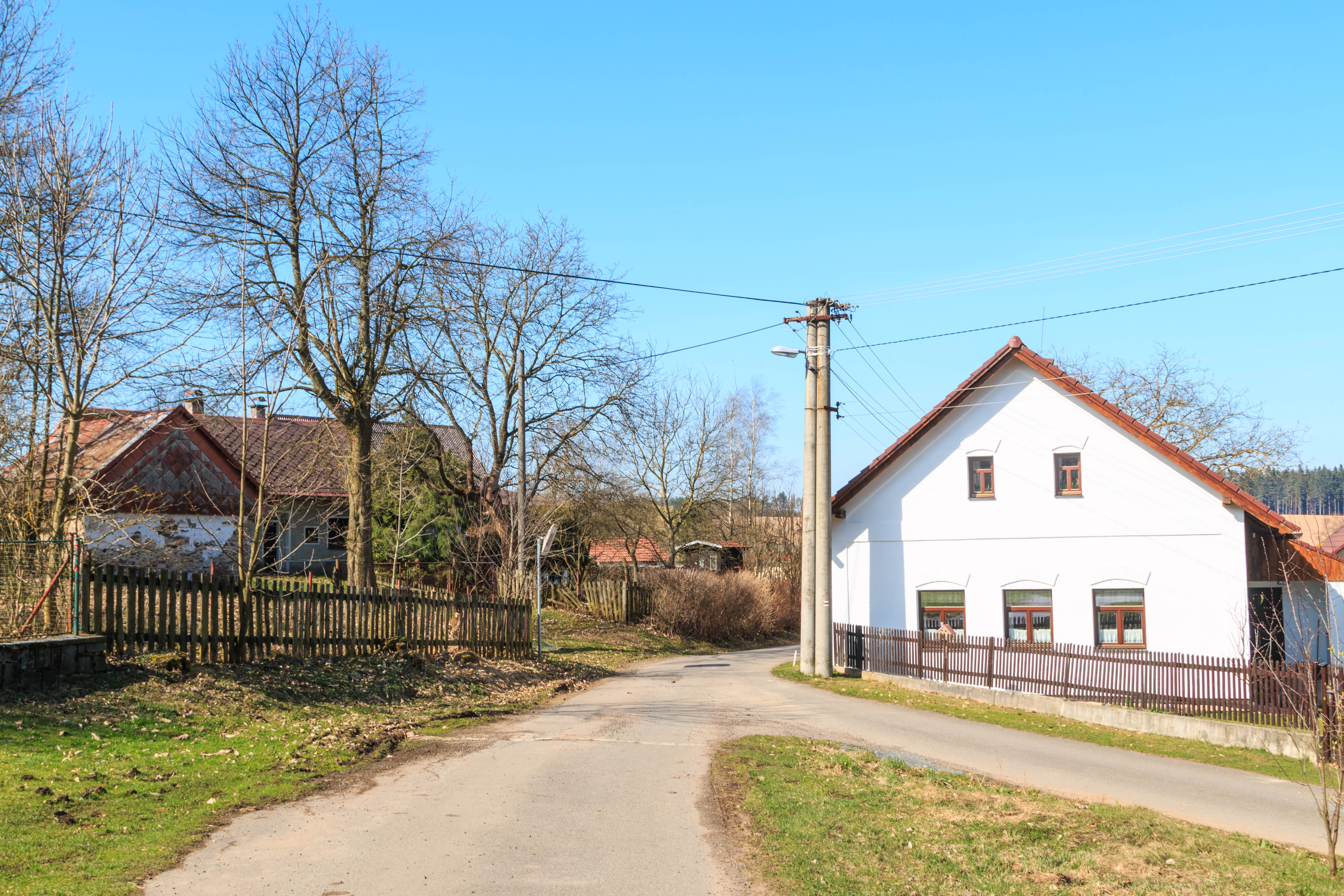
Dům č. 12